# Seinerzeit zu meiner Zeit
Seinerzeit zu meiner Zeit ist ein 1943 entstandener deutscher Spielfilm von Boleslav Barlog mit Hannelore Schroth in den vier weiblichen Hauptrollen. Die Männer um diese Frauen werden von Paul Klinger, Rolf Weih, Albert Hehn und Harald Holberg gespielt.

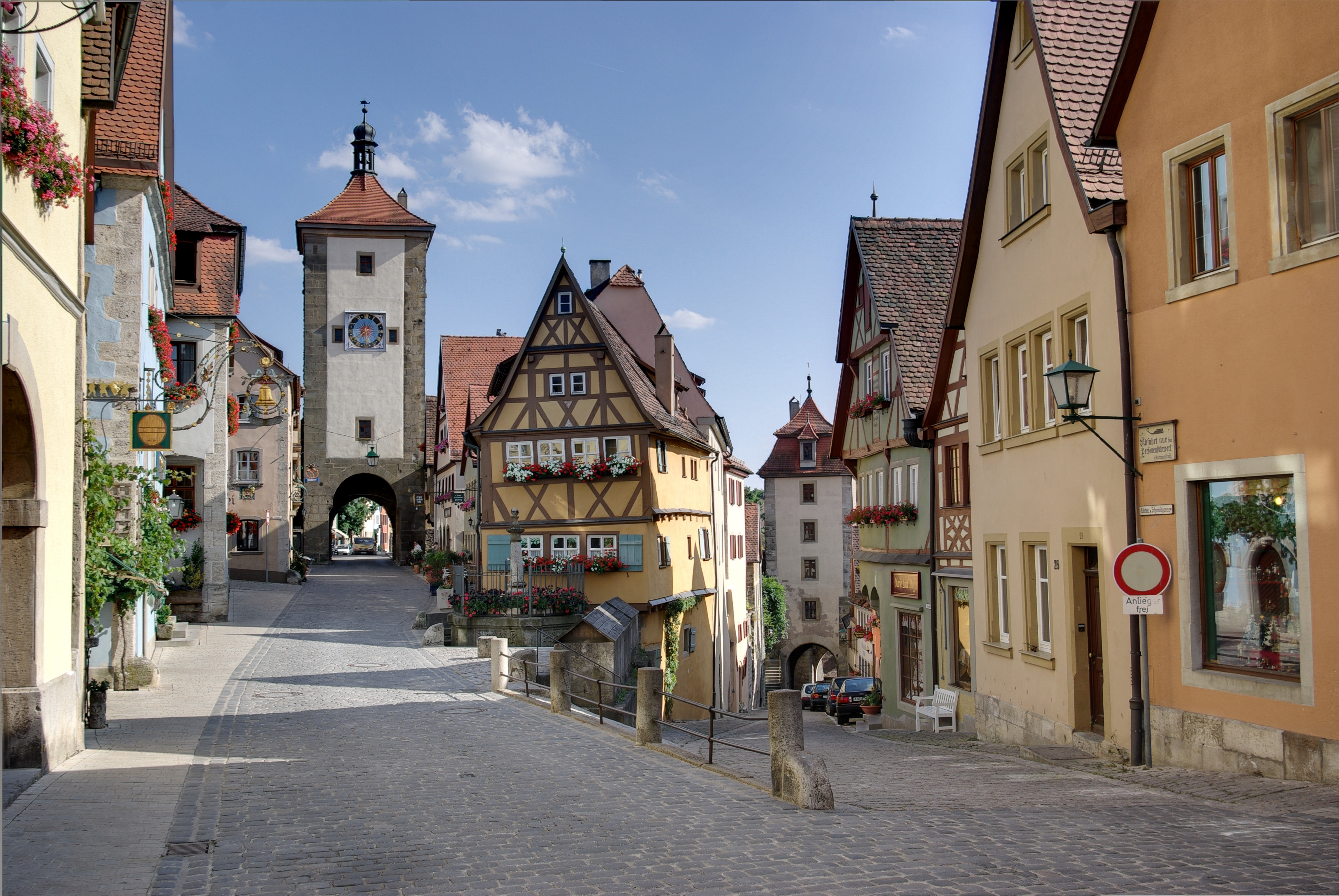
Drehort der vierten Episode: Rothenburg ob der Tauber (moderne Aufnahme)

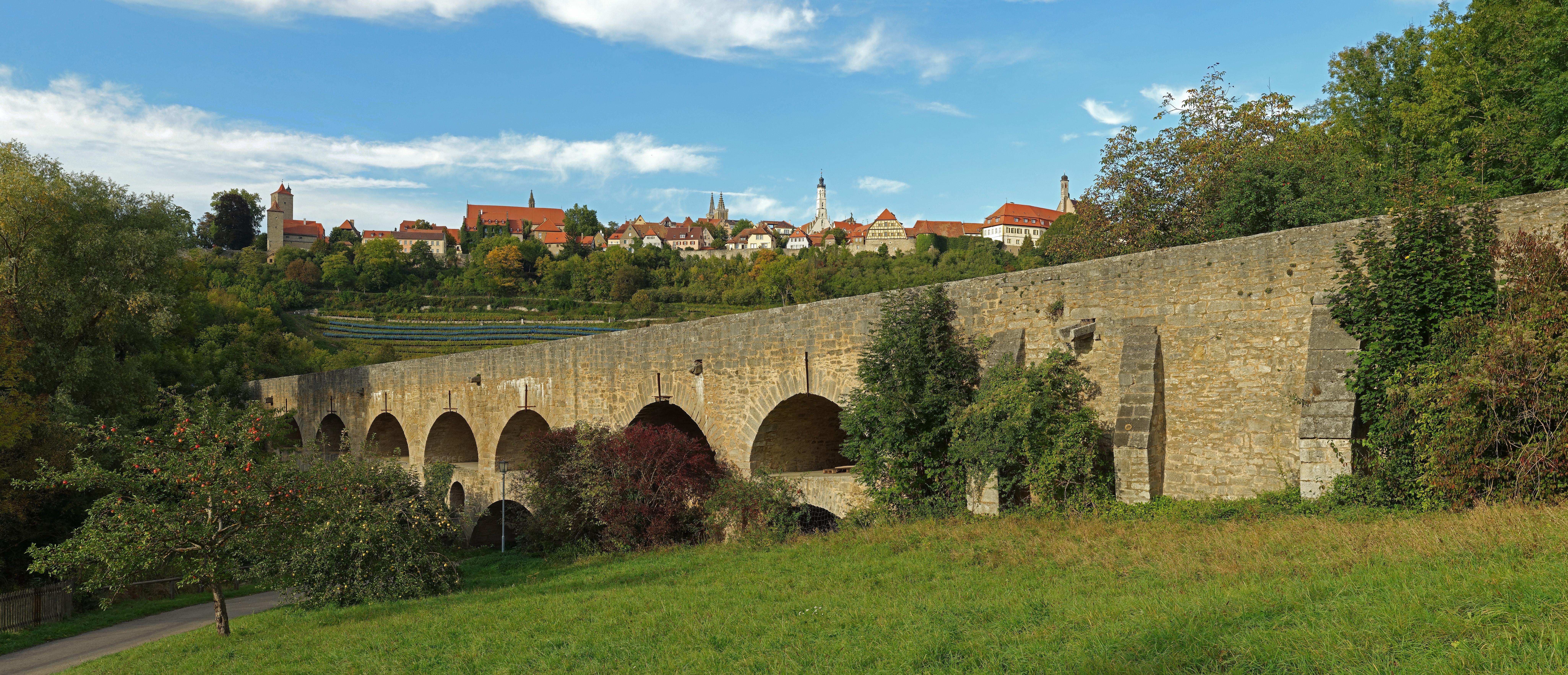
Drehort Tauberbrücke Rothenburg ob der Tauber

## Handlung
„Seinerzeit zu meiner Zeit …“, so lautet oft die Wehklage älterer Menschen, oftmals mit dem Zusatz „… da war alles besser“ versehen. Das oder ähnliches muss sich auch die junge Inge Peters anhören, wenn das Gespräch auf die Moral der heutigen Jugend kommt, um die es angeblich so schlecht bestellt sei. Nun ist auch sie in eben jener Situation, als sie mit ihrem Freund Peter Ohl, einem grundanständigen Kerl, eine romantische Nacht am See verbringen möchte. Sie fürchtet aber eine in ihren Augen nervige und überflüssige Diskussion mit ihrer Mutter, die, wie wohl alle Mütter, um das sittliche Wohl der Tochter besorgt ist. Um dem aus dem Wege zu gehen, behauptet Inge gegenüber Frau Peters daher, dass sie mit ihrer Freundin Bärbel in das Wochenendhaus am See fahren würde, sodass sich niemand Sorgen zu machen brauche. Mit Peter vor Ort angekommen, sinniert Bärbel darüber, wie es diesbezüglich wohl jungen Leuten in vergangenen Zeiten gegangen sein mag – damals, Seinerzeit …
Im Traum befindet sie sich zur Zeit der Jahrhundertwende, und der Hut, den Inges Mutter so gern trägt, befindet sich nun auf dem Kopf der jungen Charlotte Witt, Tochter des gestrengen, bärbeißigen Amtsgerichtsrats Witt. Charlotte liebt den jungen Referendar Kruse, der stolzer Besitzer eines eigenen Automobils – damals ein absolutes Novum – ist. Obwohl ihr stockkonservativer Vater strengste Moralvorschriften besitzt, erkämpft sich Charlotte ihre kleinen Freiheiten und lässt sich von Kruse auf eine Spritztour mit dem knatternden Ungetüm überreden. Es kommt wie es kommen muss: Eine Autopanne lässt das junge Glück im Nirgendwo stranden, und der streng geheime Ausflug fliegt auf. Herr Amtsgerichtsrat ist außer sich vor Zorn und sieht gleich das Abendland untergehen, während Charlotte ihre nicht minder empörte Mutter fragt, wie solche Dinge denn damals zu ihrer Zeit, als sie noch jung war, abgelaufen waren.
In Inges Traum wird sie zu Regine, einer jungen Frau der Gründerzeit. Regine hat eine Eisenbahn-Fahrkarte gelöst, die von ihrem Heimatort nach Königsberg und wieder zurück führen soll. Im Abteil will sie, ohne die gängigen Moralkonventionen zu verletzen, schön keusch und sittsam ihren früheren Verlobten Oberleutnant Axel Holgers treffen, der sie einst verlassen hatte. Regine liebt den jungen Mann noch immer und sucht nach Antworten. Bei dem Wiedersehen steigert sie sich derart in ihr eigenes Verliebtsein hinein, dass Axel, der sich ihr gegenüber gern erklären möchte, überhaupt nicht zu Wort kommt. Ja, sie bittet ihren Ex sogar auf ihr Bahnticket nur drei Worte zu schreiben, in der verzweifelten Hoffnung, er werde „Ich liebe dich“ draufschreiben. Als der ältere ostpreußische Oberst Reichlin in beider Abteil hinzusteigt, erfährt Regine von diesem, der Axel persönlich kennt, dass ihr Herzbube bereits verheiratet ist. Doch Regine will sich dennoch nicht ihr als illusionär erwiesenes Glücksgefühl nehmen lassen und behauptet dem alten Militär gegenüber, Axels Gattin zu sein. In Reichlins Haus zur Übernachtung eingeladen, stellt Axel gegenüber dem Oberst, sehr zum Missvergnügen seiner Exfreundin, die Dinge zwischen ihm und Regine klar …
Das vom Oberst betrachtete Bildnis der jungen Sophie, das ihn an seine eigene Jugend erinnert, führt Inge in ihrem Traum zurück in die ausgehende Biedermeier-Zeit, ins Jahr 1846. Sophie Schönlein fühlt sich todunglücklich auf dem Hühnerhof ihrer Eltern und bittet daher den wenig stattlichen, aber in sie verliebten Sekretär Theobald Krümel darum, sie zu „entführen“. Unterwegs mit der Postkutsche wird Sophie, die davon träumt, von einem wagemutigen Schiller-Räuber à la Karl Moor „geraubt“ zu werden, von einem Mitfahrgast, dem jungen Leutnant Reichlin, erobert, der schon seit Antritt der Kutschfahrt ein Auge auf sie geworfen hatte. Während Theobald Krümel auf dem Abstellgleis der Kutsche vor sich hin dämmert, kommen Reichlin, der seine Räuber-Rolle mit viel Freude bis zu Ende spielt, und Sophie, die von ihm hin- und hergerissen ist, einander näher. Sie wird seine große Liebe werden, auf die der Alte in der vorhergehenden Episode wehmütig zurückblickte.
Die Nacht ist vergangen, aber Inge hängt noch immer ihrem Generationentraum nach. Als sie erwacht, empfindet sie großes Glück, als sie Peter an ihrer Seite entdeckt. Doch da erscheint ihre Mutter und setzt sich zu den beiden Liebesleuten an den Frühstückstisch. Frau Peters macht ihrer Tochter keine Vorwürfe, denn sie weiß: Die Liebe bricht sich ihre Bahn, heute wie auch Seinerzeit zu meiner Zeit!

## Produktionsnotizen

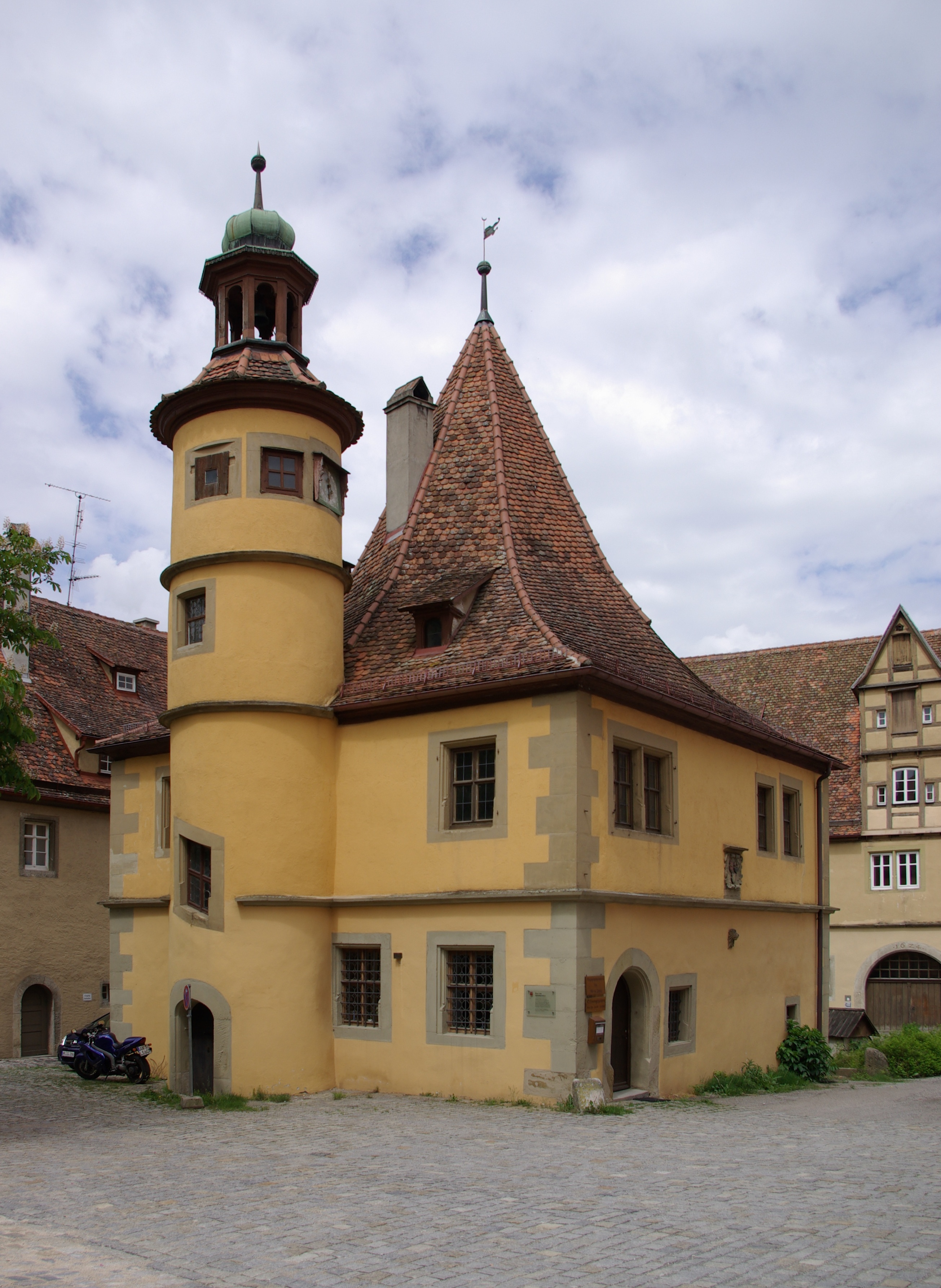
Drehort „Hegereiterhaus“ in Rothenburg ob der Tauber

Die Dreharbeiten zu Seinerzeit zu meiner Zeit begannen am 27. Juli 1943 und endeten im November desselben Jahres. Die Außenaufnahmen zur Biedermeier-Episode (vierte Episode) entstanden zum großen Teil in Rothenburg ob der Tauber. Die Uraufführung des Films erfolgte am 9. Oktober 1944 in Berlin.
Alf Teichs war Produktionschef, Herstellungsgruppenleiter Otto Lehmann übernahm auch die Herstellungs- und Produktionsleitung. Franz Bi und Bruno Lutz entwarfen die Filmbauten, Jacques Edme Dumont die Kostüme. Die Aufnahmeleitung übernahm Herbert Sennewald.
Der Film kostete etwa 1.235.000 RM, eine Summe, die bis Kriegsende 1945 annähernd wieder eingespielt wurde.

## Wissenswertes
- Hannelore Schroth und ihre Filmmutter Käthe Haack waren auch im realen Leben Tochter und Mutter.

- Franz Bartlakowski, der unter dem Pseudonym Franz Bi gemeinsam mit Bruno Lutz die Filmbauten schuf, zeigte sich offensichtlich derart begeistert vom Drehort Rothenburg ob der Tauber, dass er sich dort nach dem Krieg um den Posten eines Stadtbaumeisters bewarb und in dieser Funktion den Wiederaufbau des zuletzt (März 1945) durch US-amerikanische Bomberverbände zum Teil schwer in Mitleidenschaft gezogenen architektonischen Kleinods leitete. Bartlakowski / Bi lebte bis zuletzt in Rothenburg.

## Kritiken
Die Badener Zeitung konstatierte eine „Bombenrolle für Hannelore Schroth“ und schrieb weiter, sie sei „reizend in ihren vier Verwandlungen und ihre Partner Rolf Weih, Paul Klinger, Albert Hehn, im weiteren Sinne Paul Wegener, dienen dem sinnvollen, heiteren und ernsten romantischen Spiel mit dem vollen Einsatz ihrer künstlerischen Persönlichkeit.“
Im Lexikon des Internationalen Films heißt es: „Betuliche Komödie mit dankbaren Rollen für Hannelore Schroth und Käthe Haack.“